# Lithobius nunomurai
Lithobius nunomurai är en mångfotingart som först beskrevs av S. Ishii 1995.  Lithobius nunomurai ingår i släktet Lithobius och familjen stenkrypare. Inga underarter finns listade i Catalogue of Life.